# Kenesaw
Kenesaw est un village du comté d'Adams, dans l'État du Nebraska, aux États-Unis. En 2020, il comptait une population de 917 habitants.